# Melody Club
Pour les articles homonymes, voir Melody.

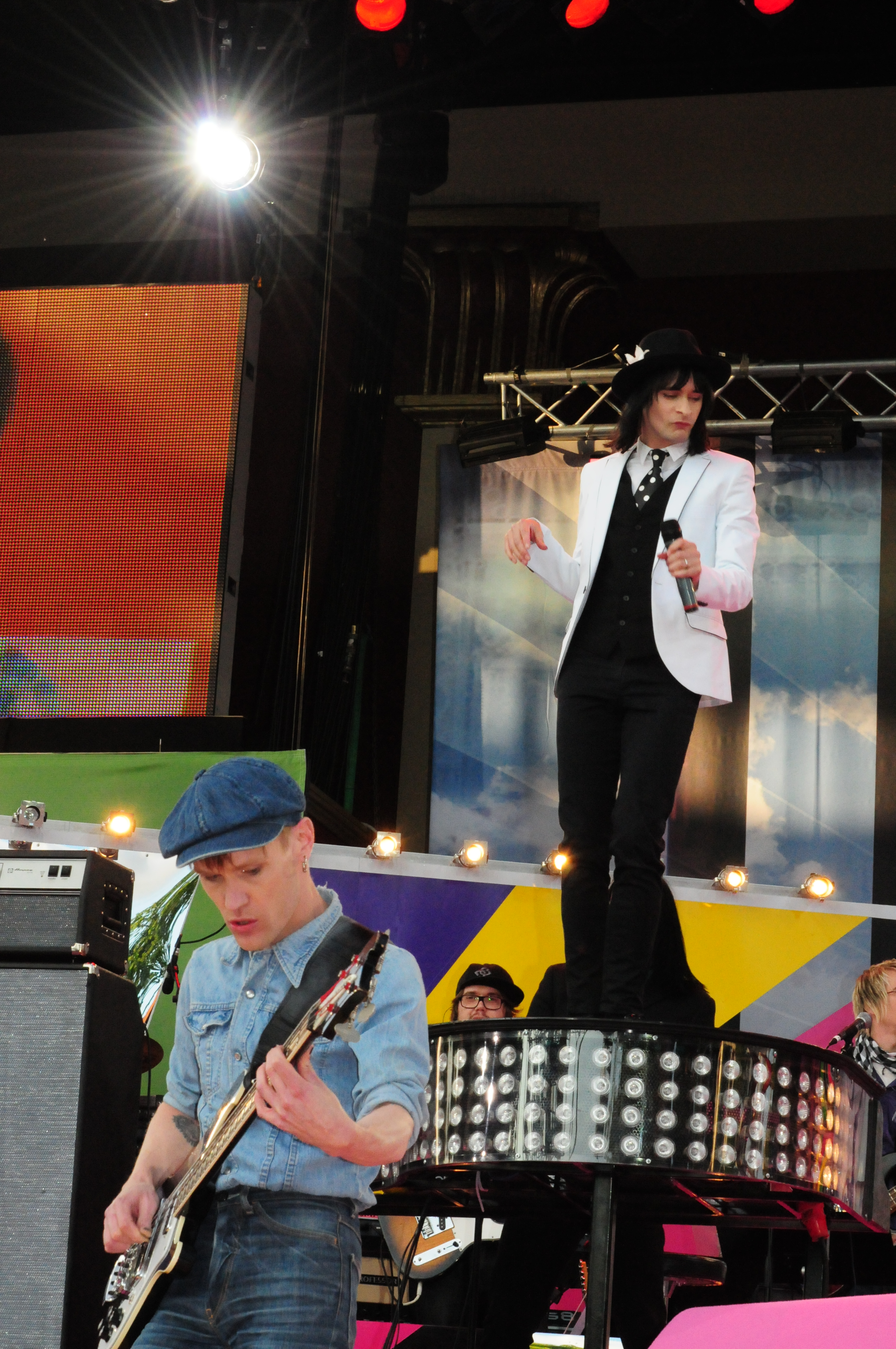
Melody Club

Melody Club est un groupe suédois de pop originaire de la ville de Växjö. Leur succès est venu de la chanson Palace Station en 2002. Le groupe s'est formé en janvier 2000. En Suède, Allemagne, Danemark ainsi qu'au Japon, les chansons du groupe sont souvent sur les ondes.
Le single Fever Fever apparait dans le jeu vidéo d'EA Sports, FIFA 08.

## Membres du groupe
- Kristofer Östergren, au chant
- Erik Stenemo, à la guitare
- Jon Axelsson, au synthétiseur
- Niklas Stenemo, à la basse
- Andy A, à la batterie

## Discographie

### Albums
- Music Machine - 26 décembre 2002
- Face the Music - 25 août 2004
- Scream - 8 novembre 2006
- At Your Service - 21 août 2007

### Singles
| Année | Single                      | Position | Album          |
| Année | Single                      | Suède    | Album          |
| ----- | --------------------------- | -------- | -------------- |
| 2002  | « Palace Station »          | 9        | Music Machine  |
| 2002  | « Electric »                | 18       | Music Machine  |
| 2003  | « Covergirl »               | 37       | Music Machine  |
| 2004  | « Take Me Away »            | 16       | Face the Music |
| 2004  | « Baby (Stand Up) »         | 2        | Face the Music |
| 2005  | « Boys In the Girls' Room » | 25       | Face the Music |
| 2005  | « Wildhearts »              | —        | Face the Music |
| 2006  | « Destiny Calling »         | 15       | Scream         |
| 2007  | « Fever Fever »             | 32       | Scream         |
| 2007  | « Last Girl On My Mind »    | 27       | Scream         |